# My World 2.0
My World 2.0 er en engelsk/amerikansk popsang udgivet af Justin Bieber den 19. marts 2010. Sangen ligger på albummet af samme navn.